# Перемітіно
Перемі́тіно (рос. Перемитино) — присілок у складі Парабельського району Томської області, Росія. Входить до складу Новосельцевського сільського поселення.

## Населення
Населення — 9 осіб (2010; 22 у 2002).
Національний склад (станом на 2002 рік):
- росіяни — 95 %